# The Name of the Game
«The Name of the Game» (с англ. — «Название игры») — песня, записанная в 1977 году шведской группой ABBA и выпущенная как первый сингл с альбома The Album.

## История
«The Name of the Game» (первоначально: «A Bit of Myself») была записана первой из песен, предназначенных для пятого студийного альбома группы. Она стала самой сложной композицией для группы на то время: Агнета Фельтског и Анни-Фрид Лингстад вместе исполнили главный вокал, однако у каждой также было соло.
Вступление к песне вдохновлено композицией Стиви Уандера «I Wish» с альбома 1976 года Songs in the Key of Life: Андерссон с Ульвеусом (авторы слов и музыки) во многом подражали творчеству Уандера в этот период творчества группы.
Предварительная версия «The Name of the Game» попала в фильм 1977 года ABBA: The Movie. Когда песня была завершена, она вышла в качестве ведущего сингла с альбома The Album в октябре 1977 года. Первоначально, другая песня («Hole in Your Soul») планировалась для этой роли, но затем по какой-то причине была положена на полку. «The Name of the Game» была выпущена вместе с «I Wonder (Departure)» в качестве второй стороны, которая была одной из песен, заготовленных для мини-мюзикла The Girl with the Golden Hair (Девушка с золотыми волосами), написанного членами группы и исполненного во время их турне 1977 года, но так и не изданного.
«The Name of the Game» стал не самым успешным синглом ABBA (по крайней мере, в сравнении с предыдущими релизами группы). Он стал частым гостем верхних строчек чартов, но стать № 1 удалось только в Великобритании.
Сингл попал в топ-10 большинства стран, где группе обыкновенно сопутствовал успех (Австралия, ФРГ, Швеция и т. д.), в то время как в США высшей позицией «The Name of the Game» стала 12-я.
Отредактированная версия «The Name of the Game», в которой второй куплет был полностью изъят и которая за счёт этого укоротилась с изначальных 4:51 до 3:58, была выпущена как промосингл в США. Эта версия «The Name of the Game» затем — очевидно, по ошибке — попала на компиляцию 1982 года (выпущенную на лейбле Polar Music) The Singles: The First Ten Years, а затем продолжила своё шествие по другим компиляциям и сборникам в 1980-х и 1990-х, часто выдаваемая за оригинальную версию. Когда лейбл Polygram впервые выпустил CD-версию The Album в 1997 году, в базе данных возникла ошибка, и на издание попала именно эта, урезанная почти на минуту, версия песни, в то время как оригинал был незаслуженно забракован. Справедливость была восстановлена только в 1999 году, когда переработанное издание ABBA Gold вобрало в себя именно первоначальную версию песни.

## Чарты
| Чарт (1977-78)                      | Высшая позиция |
| ----------------------------------- | -------------- |
| Австралия (Kent Music Report)       | 6              |
| Австрия (Ö3 Austria Top 40)         | 12             |
| Бельгия/Валлония (Ultratop 50)      | 3              |
| Бельгия/Фландрия (Ultratop 50)      | 2              |
| Великобритания (OCC UK Singles)     | 1              |
| Ирландия (IRMA)                     | 2              |
| Канада (RPM Adult Contemporary)     | 12             |
| Канада (RPM Top Singles)            | 15             |
| Нидерланды (Dutch Top 40)           | 2              |
| Нидерланды (Single Top 100)         | 2              |
| Новая Зеландия (Recorded Music NZ)  | 4              |
| Норвегия (VG-lista)                 | 3              |
| США (Billboard Adult Contemporary)  | 9              |
| США (Billboard Hot 100)             | 12             |
| США (Cashbox)                       | 16             |
| Финляндия (Suomen virallinen lista) | 5              |
| ФРГ (GfK)                           | 7              |
| Швейцария (Schweizer Hitparade)     | 6              |
| Швеция (Sverigetopplistan)          | 2              |
| ЮАР (Springbok Radio)               | 3              |

| Чарт (1977)                   | Позиция |
| ----------------------------- | ------- |
| Великобритания (Gallup Poll)  | 17      |
| Нидерланды (Single Top 100)   | 13      |
| Чарт (1978)                   | Позиция |
| Австралия (Kent Music Report) | 84      |
| Канада (RPM Top Singles)      | 96      |
| США Billboard Hot 100         | 97      |

## Клип
Подобно большинству клипов ABBA, режиссёром клипа стал Лассе Халльстрём.
Во время исполнения песни участники квартета играют в лудо.

## Упоминания в других произведениях и прочее
- Оригинальная запись ABBA представлена в фильме «ABBA: The Movie» (1977). Это видео использовалось в качестве промоклипа песни в некоторых странах.
- Песня исполняется в мюзикле Mamma Mia!.